# Сацума (провинция)
Сацума (яп. 薩摩国 сацума-но-куни) — историческая провинция в Японии.
Провинция Сацума располагалась на территории нынешней префектуры Кагосима, на юге острова Кюсю.

## История
Провинция Сацума была образована в VIII веке в результате раздела созданной столетием ранее провинции Хюга. В раннее средневековье Сацума была населена народом хаято, который правители Ямато использовали для борьбы с айну-эмиси, жившими на севере Японского архипелага. Параллельно шло и заселение Кюсю японцами. В течение VIII—IX веков племена хаято были покорены и японизированы.
С 1185 по 1871 год провинцией управляет аристократический род Симадзу. В 1549 году в провинции Сацума высадилось первое христианское миссионерское посольство, возглавляемое святым Франциском Ксаверием. В 1602 году, после битвы при Сэкигахара (1600), первый даймё из рода Симадзу, Симадзу Тадацунэ, возглавляет княжество Сацума, в которое, кроме собственно провинции, вошли также прилегающие к ней районы, а с 1609 года — и королевство Рюкю.
В 1866 году Сацума был одним из трёх южных княжеств, принявших активнейшее участие в свержении сёгуната. В 1871 году провинция была включена в созданную префектуру Кагосима.
Провинция Сацума дала своё имя сорту мандариновых, Сацума (Citrus satsuma aurantium), так как именно отсюда в США в середине XIX века были завезены мандариновые деревья.

## Уезды пров. Сацума
- Кагосима
- Ата
- Каванабе
- Идзуми
- Иса
- Ибусуки
- Эи
- Хиоки
- Таки
- Танияма
- Сацума
- Киире
- Касикидзима